# X-COM
X-COM – zapoczątkowana przez MicroProse seria strategiczno–ekonomicznych gier komputerowych, opartych przeważnie na systemie turowym. Akcja serii obraca się wokół tematyki inwazji obcych na Ziemię. Inspiracją do stworzenia serii była gra Laser Squad z 1988 roku.
Pierwsze części serii zyskały ogromną popularność dzięki rewolucyjnemu połączeniu gry czasu rzeczywistego z turowością. Gracz porusza się między ekranami Geoscape (mapa globu w czasie rzeczywistym) oraz Battlescape (pola bitwy gdzie strategia staje się turowa, jedynie w X-COM: Apocalypse opcjonalnie możliwa także w czasie rzeczywistym).
Pierwsze wydanie gry okazało się prawdziwym sukcesem do tego stopnia, iż powstała wzorująca na systemie walki seria gier zatytułowana UFO – na cześć pierwszego tytułu UFO: Enemy Unknown.

## Opis fabuły
Seria osadzona jest w okresie przełomu XX/XXI wieku i w latach późniejszych – licząc od czasu odkrycia, iż nie jesteśmy jedynymi mieszkańcami wszechświata. Z tego właśnie powodu państwa niebieskiego globu powołały do życia tajną organizację obronną Ziemi, objętą kryptonimem X-COM (Extraterrestrial Combat Unit). W pierwszych tytułach gracz wciela się w taktyka dowodzącego rozwojem bazy i planowaniu linii defensywy, a do jego zadań prócz obrony ludzkości należy wybranie odpowiednich lokacji, wybudowanie baz tworzących jedyną linię obrony ludzkości i będących zarazem laboratoriami w których można rozpoznać nowe technologie (w tym obcych), jak również dowódcę oddziału kierującego jego poczynaniami oraz rozwojem każdej z postaci. Fakt bycia jednocześnie zarządcą finansowym, architektem, szkoleniowcem, dowódcą każdej operacji w terenie, wymaga przemyślnej strategii. W sytuacji bojowej oddano nam do dyspozycji najlepsze jednostki zbrojne naszego świata.
W kolejnych częściach serii, jak np. X-COM: Interceptor można wcielić się w jednego z pilotów kosmicznego myśliwca sprawdzając swoją zręczność w walce powietrznej.

## Seria

### Lista gier serii
- UFO: Enemy Unknown (1994)
- X-COM: Terror from the Deep (1995)
- X-COM: Apocalypse (1997)
- X-COM: Interceptor (1998; symulator lotu)
- X-COM: First Alien Invasion (1999; gra przez e-mail)
- X-COM: Genesis (wstrzymano)
- X-COM: Enforcer (2001; TPS)
- X-COM: Alliance (zarzucona – rozwiązano zespół tworzący grę; FPS)
- XCOM: Enemy Unknown (2012; remake UFO: Enemy Unknown)
  - XCOM: Enemy Within (2013; dodatek do XCOM: Enemy Unknown)
- XCOM 2 (2016; sequel XCOM: Enemy Unknown)

### Powiązane
- Laser Squad i Laser Squad Nemesis
- Project Xenocide
- X-Force: Fight For Destiny
- Alien Shooter
- The Bureau: XCOM Declassified (2013)

### Seria UFO
- UFO: Kolejne starcie (2003)
- UFO: Decydujące starcie (2005)
- UFO: Afterlight – Bitwa o Marsa (2007)
- UFO: Alien Invasion (2005)
- UFO: Extraterrestrials (2006)
- UFO2: Extraterrestrials (2021)